# MiTacq
Michel Tacq alias MiTacq (* 10. Juni 1927 in Uccle; † 22. Mai 1994 in Loverval) war ein belgischer Comiczeichner.

## Werdegang
In seiner Jugend war Tacq Pfadfinder, welches sein Hauptthema als Comiczeichner werden sollte. Seine erste Comicserie erschien schon 1944, und 1954 debütierte er mit seiner Serie La Patrouille des Castors („Die Biber-Patrouille“, auf Deutsch v. a. bekannt geworden als Die blauen Panther) in dem Comicmagazin Spirou. In dieser Reihe erschienen 30 Alben bis 1993. Die meisten Szenarios dazu lieferte der Autor Jean-Michel Charlier. Zwischen 1959 und 1968 zeichnete er eine zweite Pfadfinderserie für die Zeitschrift Pilote mit dem Titel Jaques Le Gall. Hierzu schrieb ebenfalls Charlier die Texte.

## Werke
- 1944: Tam-Tam
- 1951: Onkel Paul
- 1954: Die Biber-Patrouille (dt. auch Die blauen Panther)
- 1959: Jacques Le Gall
- 1960: La patrouille des Zom
- 1967: Castors et Polux
- 1968: Stany Derval